# Враџбине (филм)
Враџбине (енгл. Necromancy) је хорор филм из 1972. године. Филм почиње када вођа вештичијег савеза, господин Като (Орсон Велс), крене у потрагу за Лором Брандон (Памела Франклин) како би помоћу њених моћи повратио сина из мртвих.

## Улоге
- Орсон Велс — господин Като
- Памела Франклин — Лори Брандон
- Ли Персел — Присила